# Robert McNeel & Associates
Robert McNeel & Associates（TLM, Inc.）は、3Dソフトを開発する会社。McNeel本社はアメリカシアトルにある。
主要な製品はRhinoceros 3D、Grasshopper（英語版）、FLAMINGO 3D。

## 沿革
1980年創立。